# آلفا-آمینو آدیپیک اسید
آلفا-آمینو آدیپیک اسید (به انگلیسی: Alpha-Aminoadipic acid) با فرمول شیمیایی C6H11NO4 یک ترکیب شیمیایی با شناسه پاب‌کم 6209 است. که جرم مولی آن ۱۶۱٫۱۵۶ گرم بر مول می‌باشد. 